# Jan Krekels
Jan Jozef Alfons Franciscus Krekels (ur. 20 kwietnia 1947 w Sittard) – holenderski kolarz szosowy, mistrz olimpijski.

## Kariera
Największy sukces w karierze Jan Krekels osiągnął w 1968 roku, kiedy wspólnie z Joopem Zoetemelkiem, Fedorem den Hertogiem i René Pijnenem zdobył złoty medal w drużynowej jeździe na czas podczas igrzysk olimpijskich w Meksyku. Był to jedyny medal wywalczony przez Krekelsa na międzynarodowej imprezie tej rangi. Na tych samych igrzyskach wystartował również w wyścigu ze startu wspólnego, kończąc rywalizację na jedenastej pozycji. Poza igrzyskami Holender zwyciężył między innymi w klasyfikacji generalnej Österreich-Rundfahrt i Omloop der Kempen w 1968 roku oraz Vuelta a Andalucía w 1972 roku. W 1971 roku wystartował Tour de France wygrywając jeden z etapów, jednak w klasyfikacji generalnej zajął dopiero 50. pozycję. W 1977 roku zdobył srebrny medal mistrzostw kraju w wyścigu ze startu wspólnego zawodowców. Nigdy jednak nie zdobył medalu na szosowych mistrzostwach świata.